# Montvert
Montvert (okzitanisch Montverd) ist eine französische Gemeinde mit 113 Einwohnern (Stand 1. Januar 2022) im Département Cantal in der Region Auvergne-Rhône-Alpes (vor 2016 Auvergne). Sie gehört zum Arrondissement Aurillac und zum Kanton Saint-Paul-des-Landes. 

## Lage
Montvert liegt etwa 27 Kilometer westnordwestlich von Aurillac im Zentralmassiv, in der Naturlandschaft Châtaigneraie. Umgeben wird Montvert von den Nachbargemeinden Rouffiac im Norden, Saint-Santin-Cantalès im Nordosten, Laroquebrou im Osten und Südosten, Siran im Süden sowie Goulles im Westen und Nordwesten.

## Bevölkerungsentwicklung
| Jahr                       | 1962 | 1968 | 1975 | 1982 | 1990 | 1999 | 2006 | 2011 | 2019 |
| Einwohner                  | 216  | 198  | 170  | 133  | 130  | 115  | 116  | 114  | 115  |
| Quellen: Cassini und INSEE |      |      |      |      |      |      |      |      |      |

## Sehenswürdigkeiten
- Kirche Saint-Géraud aus dem 12. Jahrhundert, Umbauten aus dem 14. Jahrhundert, seit 1921 Monument historique
- Domäne von Dilhac aus dem 15. Jahrhundert

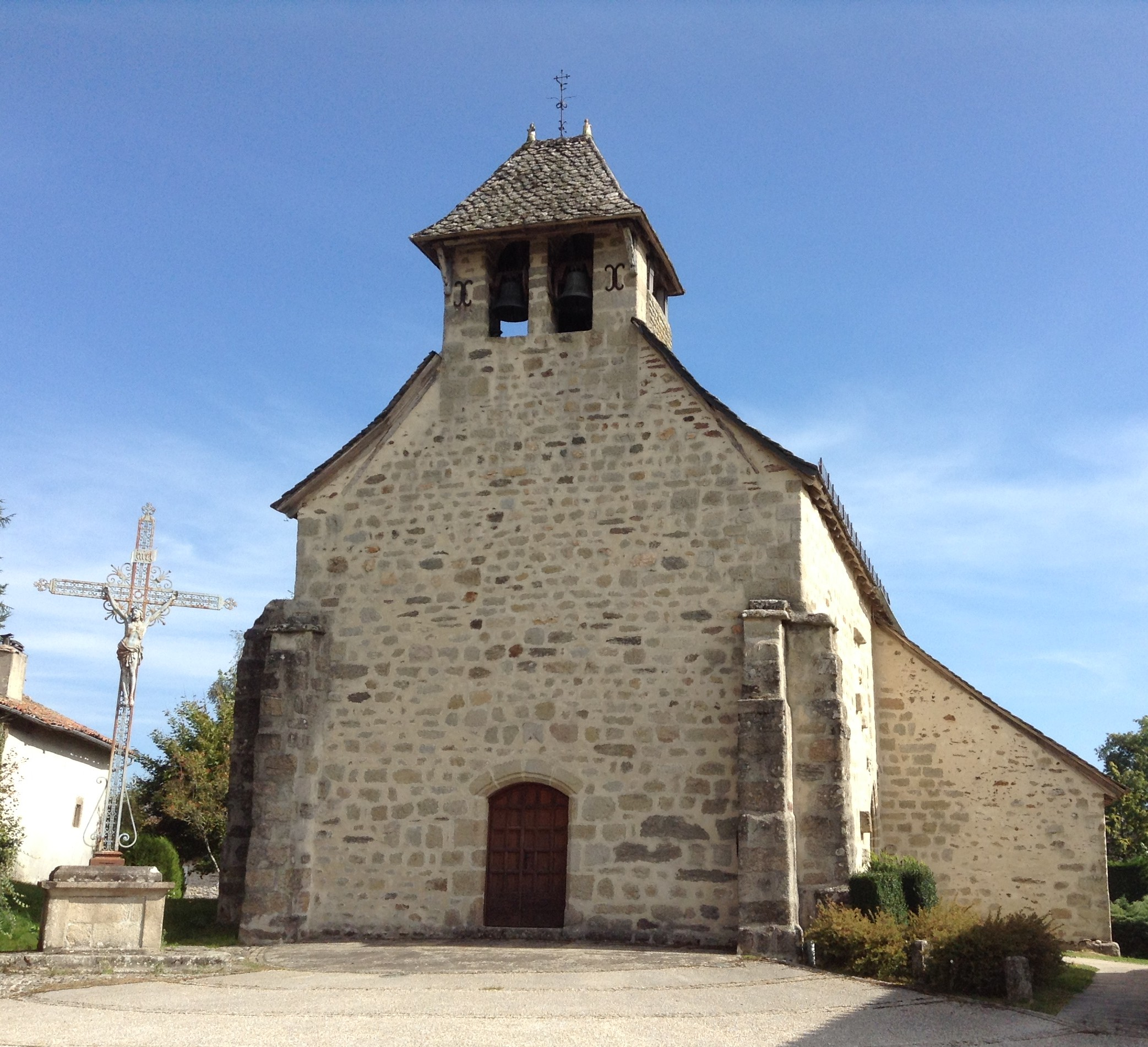
Kirche Saint-Géraud
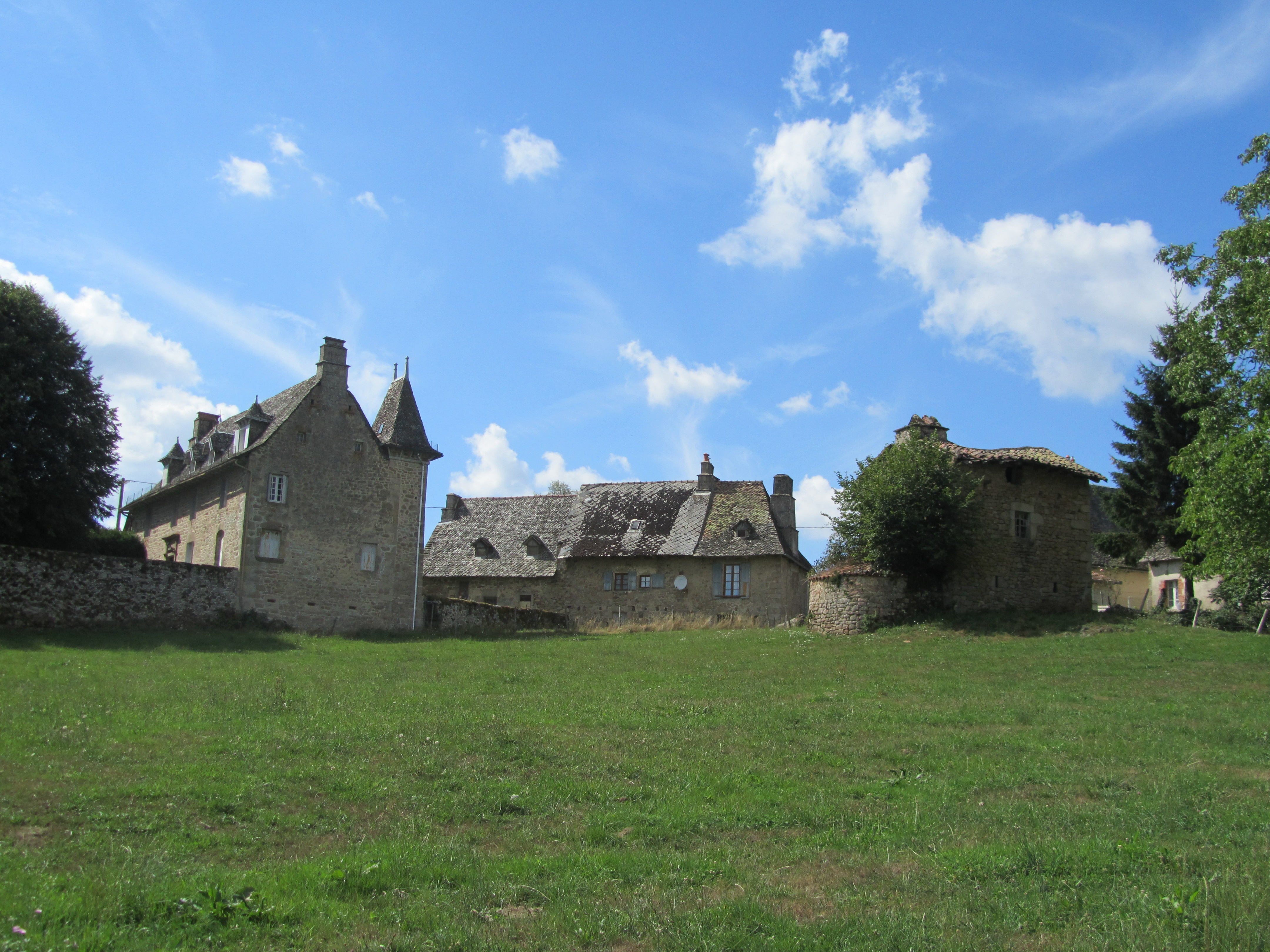
Domäne Dilhac